# Seattle Kraken
Seattle Kraken este o echipă profesionistă americană de hochei pe gheață cu sediul în Seattle, Washington. Echipa face parte din Divizia Pacific a Conferinței de Vest din NHL și a început să joace în sezonul 2021-22 al ligii. Joacă meciurile de acasă la Climate Pledge Arena.
În decembrie 2018, NHL a aprobat o propunere a Seattle Hockey Partners de a acorda o franciză de expansiune către orașul Seattle. În iulie 2020, au fost dezvăluite numele și brandingul Kraken. Kraken este prima echipă profesionistă de hochei care joacă în Seattle de când Seattle Totems din Western Hockey League a jucat ultimul meci în 1975 și prima echipă de hochei din Seattle care a concurat pentru Cupa Stanley de când Seattle Metropolitans a câștigat Cupa în 1917 și s-a retras în 1924. Pe 26 octombrie 2021, echipa a ridicat un banner care celebrează echipa care a câștigat titlul în 1917.